# Serres (unidade regional)
Serres (ou ainda: Sérrai, Serrai, Serron; em grego: Σέρρα) é uma unidade regional da Grécia, localizada na periferia da Macedônia Central. Sua capital é a cidade de Serres.